# Херцогство Саксония-Лауенбург
Херцогство Саксония-Лауенбург (на немски: Herzogtum Sachsen-Lauenburg) е княжество на Свещената Римска империя в югоизточната част на днешен Шлезвиг-Холщайн от 1296 до 1876 г.

## История
Херцогството се образува през 1296 г. чрез разделянето на остатъка от Херцогство Саксония. Столици са градовете Ратцебург и Лауенбург. Лауенбург на Елба отива през 1814/1815 г. на Дания и през 1864/1866 г., както Шлезвиг и Холщайн става пруско.
Управлявано е до 1689 г. от херцозите от род Аскани, от Велфите (1689 – 1803), Дом Брауншвайг–Целе (1689 – 1705), Дом Хановер (1705 – 1803), от Олденбургите (1814 – 1864) и от Хоенцолерните (1865 – 1876). През 1876 г. херцогството е в Кралство Прусия. 